# 清泉镇 (绵阳市)
清泉镇，是中华人民共和国四川省绵阳市安州区曾经下辖的一个镇。2019年12月，撤销清泉镇，将其所属行政区域划归塔水镇管辖。

## 行政区划
清泉镇撤销前下辖以下地区：
玉泉社区、双石村、金泉村、白果村、双星村、红堰村、金塔村、古井村和大堰村。